# Iron kid
 (septembre 2008).
Iron Kid est une série télévisée d'animation 3D espagnole et sud-coréenne.

## Synopsis
Marty, un jeune garçon âgé de 12 ans, et son chien robotisé, Buttons, volent le moteur d'un robot de la police. Ils le vendent ensuite à bon prix dans l'entreprise du père du jeune garçon qui, lui, ne vole pas mais fabrique seulement des pièces pour les vendre. Un jour, Marty rencontre une jeune fille nommée Elie, du même âge que lui, alors recherchée par la police. Il la sauve mais cette action va lui attirer des problèmes[Quoi ?] : Marty est donc recherché lui aussi. Lors de sa cavale, il trouve un bras de robot et l'insère dans sa main. Celui-ci restant bloqué, il est alors nommé Iron First. Marty et ses amis vont ensuite connaître ensemble de nombreuses aventures.

## Personnages principaux
- Marty

Marty est le personnage principal de l'histoire. Il veut aider son père, bien qu'il ne l'écoute pas. Il tombe ensuite sous le charme d'Élie. Il sera entraîné par le vieux maître, et il sera en quête de la vérité sur son père.
- Élie

Ellie, une jeune fille très mignonne recherchée par la police, va être sauvée par Marty. Son père est commissaire. Elle est amoureuse de Marty mais n'ose pas lui avouer ses sentiments.
- Buttons

Buttons est le chien de Marty. Il est peureux et est jaloux d'Élie.
- Eon Kid

Eon Kid est le vrai père de Marty, il se fera tuer par Black Beauty (la beauté noire) et enverra Marty encore bébé chez son frère qui va l'élever comme son fils.
- Le père de Marty

Il est en réalité le frère de Eon Kid et l'oncle de Marty. Celui-ci ne le saura qu'après sa rencontre avec Gaff. Il va élever Marty comme son fils mais n'a pas beaucoup d'autorité sur lui. Il est pauvre et habite dans une caravane. C'est un fabricant de machines qu'il revend ensuite.
- Gaff

Gaff est l'assistant de Iron First.
- Orange Mama

Orange Mama est une vieille dame sympathique qui elle aime sa fille et son garçon (robotisé). Elle a une armée sous ses commandes et va sauver Marty et ses amis de l'attaque policière. Elle aime le catch.
- Black Beauty

Black Beauty est une ennemie. Elle maîtrise les shuriken. C'est un robot qui déteste Gaff et elle a aussi sa propre armée.
- Commandant Bleu

Espion policier gentil, il va aider Gaff à battre le Commandant Vert et Black Beauty.
- Commandant Vert

Le Commandant Vert est un ami de Black Beauty. Il va perdre contre le Commandant Bleu mais ne mourra pas.
- Vieux Maître

Maître de l'Iron First. Il va entraîner Marty pour qu'il parvienne à un niveau supérieur à celui de Gaff et de son père.

## Diffusion
En Inde, la série est diffusée sur Cartoon Network India en version anglaise. En France, elle est diffusée sur Jetix à partir de 2006 et ensuite Toowam sur France 3, et est maintenant disponible en intégralité et en français sur la chaîne youtube d'Animakids.

## Jeu vidéo
La série a été adaptée sous son titre original, Iron Kid, sous la forme d'un jeu vidéo sur Game Boy Advance en 2007. Il est exclusif à la Corée du Sud.